# David Černý
David Černý (Praga, 15 de diciembre de 1967) es un escultor checo, conocido sobre todo por la controvertida temática de algunas de sus obras.

## Formación artística
Entre los años 1988 y 1994 estudió Diseño y más tarde  Artes Plásticas en la Universidad de Artes Aplicadas en Praga.
En el año 1991 estudió en la Universidad de Boswil en Suiza y entre los años  1994 - 1996 estudió en Nueva York, primero como miembro del programa P.S.I. artists residence y después del Whitney museum Independent study program.

## Obra
Quo vadis
Es una escultura de un coche Trabant que tiene piernas. Simboliza el escape masivo de los habitantes de Alemania Oriental hacia Alemania Occidental por la embajada de Alemania en Praga en el año 1989. La gente que quería escapar venían a Praga en sus coches y después los dejaban abandonados delante de la embajada para siempre.  Hoy en día está en el jardín de la embajada la reproducción de la escultura de bronce. 
El tanque rosa
Desde el año 1945 el tanque número 23 estaba colocado en la plaza de Smíchov en memoria de liberación de Praga por el Ejército Rojo a finales de la Segunda Guerra Mundial. En el año 1991 el artista David Černý con un amigo pintaron el tanque de color rosa como reacción de política exterior de Rusia. Hoy en día el tanque está colocado en el Museo Militar de Lešany.
La estatua de San Venceslao

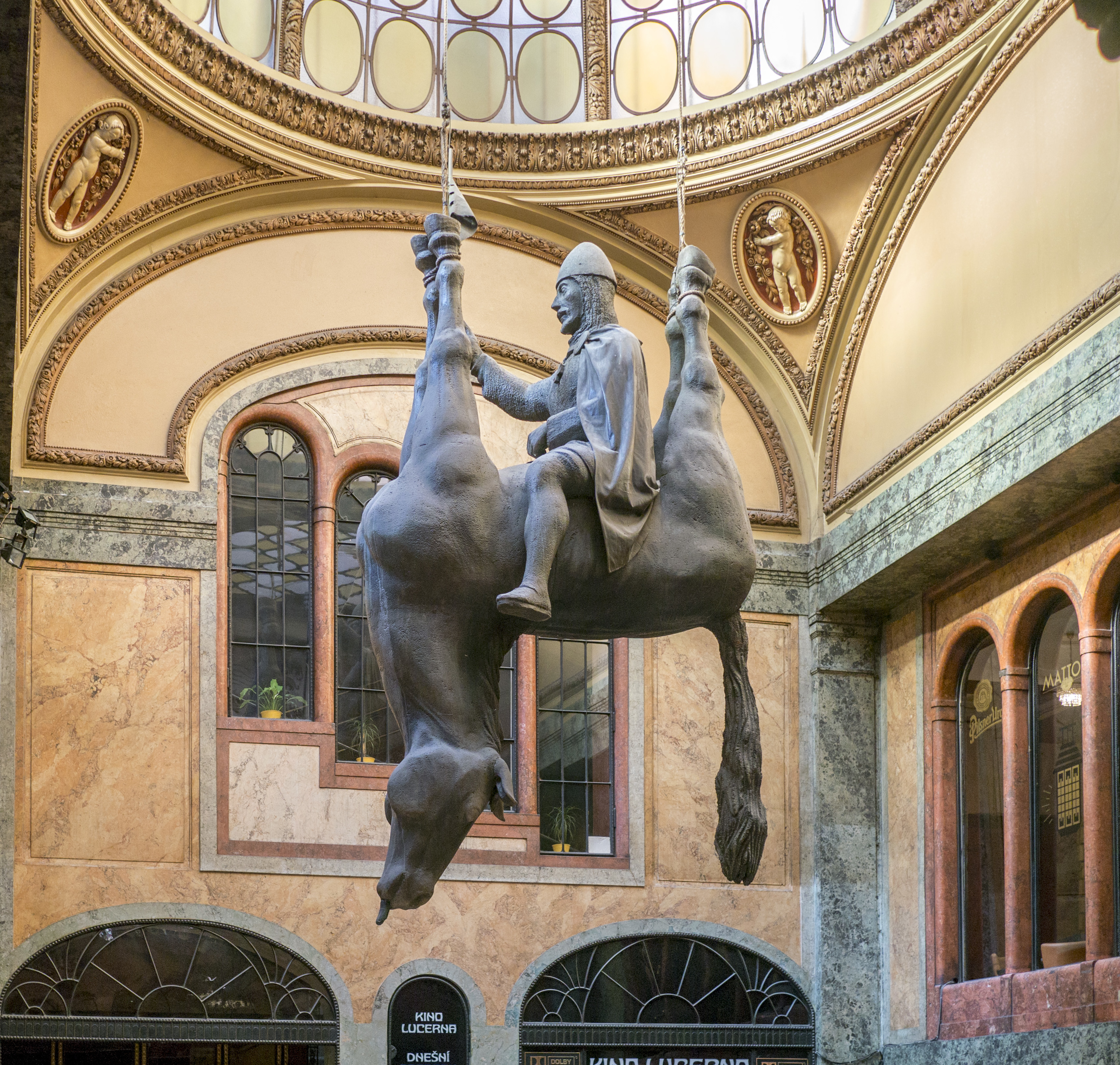
San Venceslao I de Bohemia montando un caballo muerto.

Esta estatua muestra el soberano checo San Venceslao sentado sobre la barriga de su caballo muerto. Podemos encontrarla en la Galería Lucerna, en la calle Vodičkova, en el centro de Praga, al lado de la plaza de Wenceslao donde podemos encontrar la estatua original de San Venceslao montando su caballo. 
Los bebés (Babies)
Otra de las obras famosas de David Černý son Los bebés. Son trece estatuas de bebés deformados. Diez de laminado negro, que están escalando por la Torre de Televisión de Žižkov. Con la “ayuda” de esos bebés obtuvo el segundo lugar de las construcciones más feas del mundo según las páginas de Virtualtourist.com. Otros tres de bronce están colocados delante del museo del arte moderno en el parque Kampa, en el centro de Praga, al lado del río.  
Viselec (“colgado”)
Así se llama la estatua de Sigmund Freud que está colgada de techo de un edificio en la calle Husova en Praga. La estatua se hizo en el año 1997 y el autor dice sobre ella que quería interpretar el estado de un intelectual de fin del siglo veinte. Una mano de la estatua agarra el palo y la otra la tiene en el bolsillo, esto simboliza una situación desesperada pero con la cual estamos bastante resignados.
Los hombres haciendo pis (“corriente”)

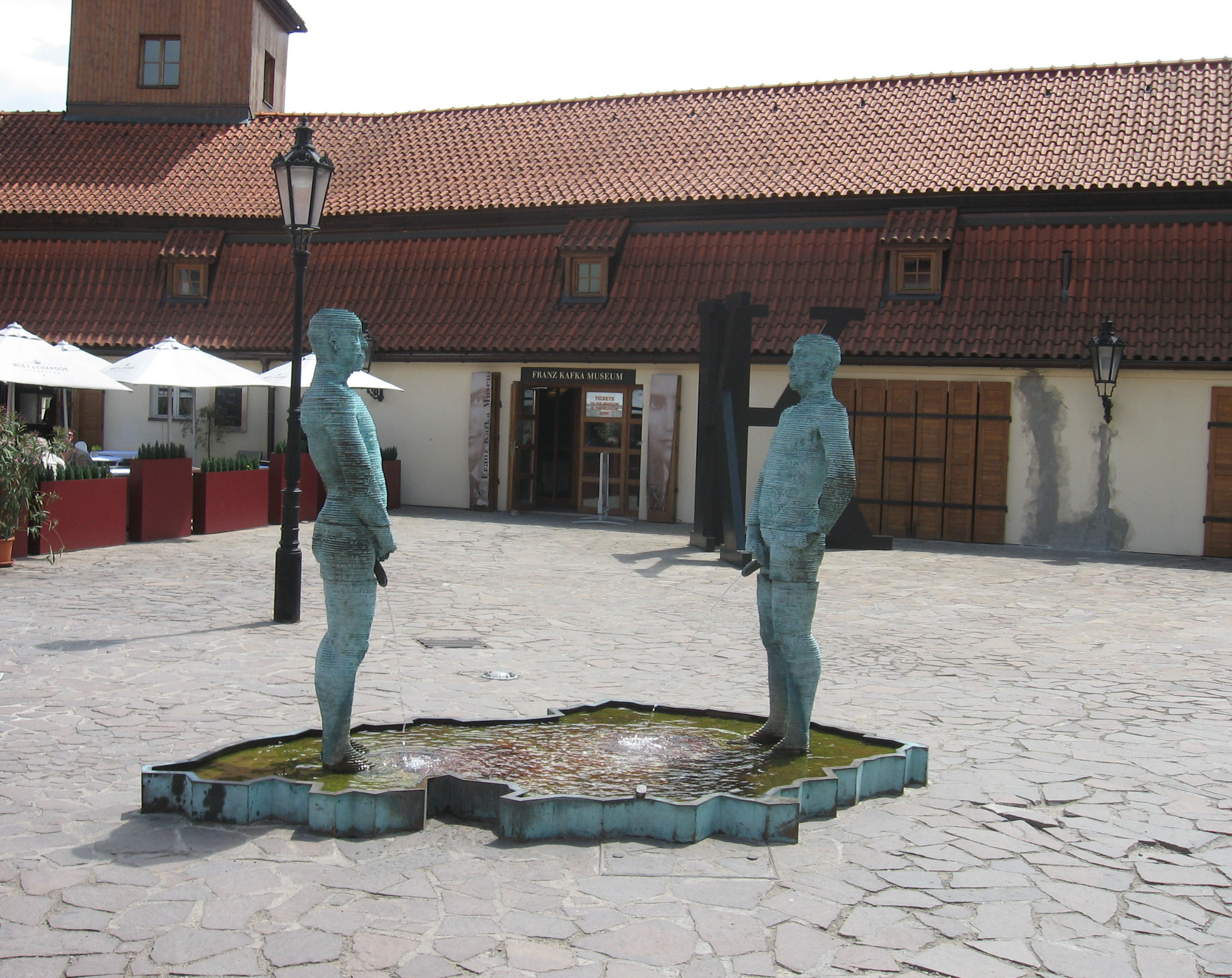
Hombres orinando.

Son dos estatuas de hombres de bronce haciendo pis. Tienen 210 cm de altura. Están manejados por un mecanismo electrónico que les permite moverse y escribir con el chorro letras en la laguna que hay bajo ellos que tiene el contorno de las fronteras de la república Checa. Normalmente “escriben” unas citas checas famosas pero es posible mandar un sms al número de teléfono que está al lado de las estatuas con un texto propio y ellas lo pueden escribir.
Brownnosers
Son dos mitades de los cuerpos masculinos, que están agachados, con una escalera hasta sus traseros. Dentro de las estatuas se puede ver un vídeo del anterior presidente checo Václav Klaus y un artista checo Milan Knížák alimentado el un al otro. Es una metáfora de la política checa. Las esculturas están colocadas en la galería Futura en Praga. 
Carne (coches rojos)
Son dos cocher rojos colgados en el edificio del centro cultular MeetFactory. El centro está abierto desde el año 2007 y sirve para organizar exposiciones o conciertos. El centro se encuentra cerca del estación de trenes Smíchov, en Praga.
London Booster

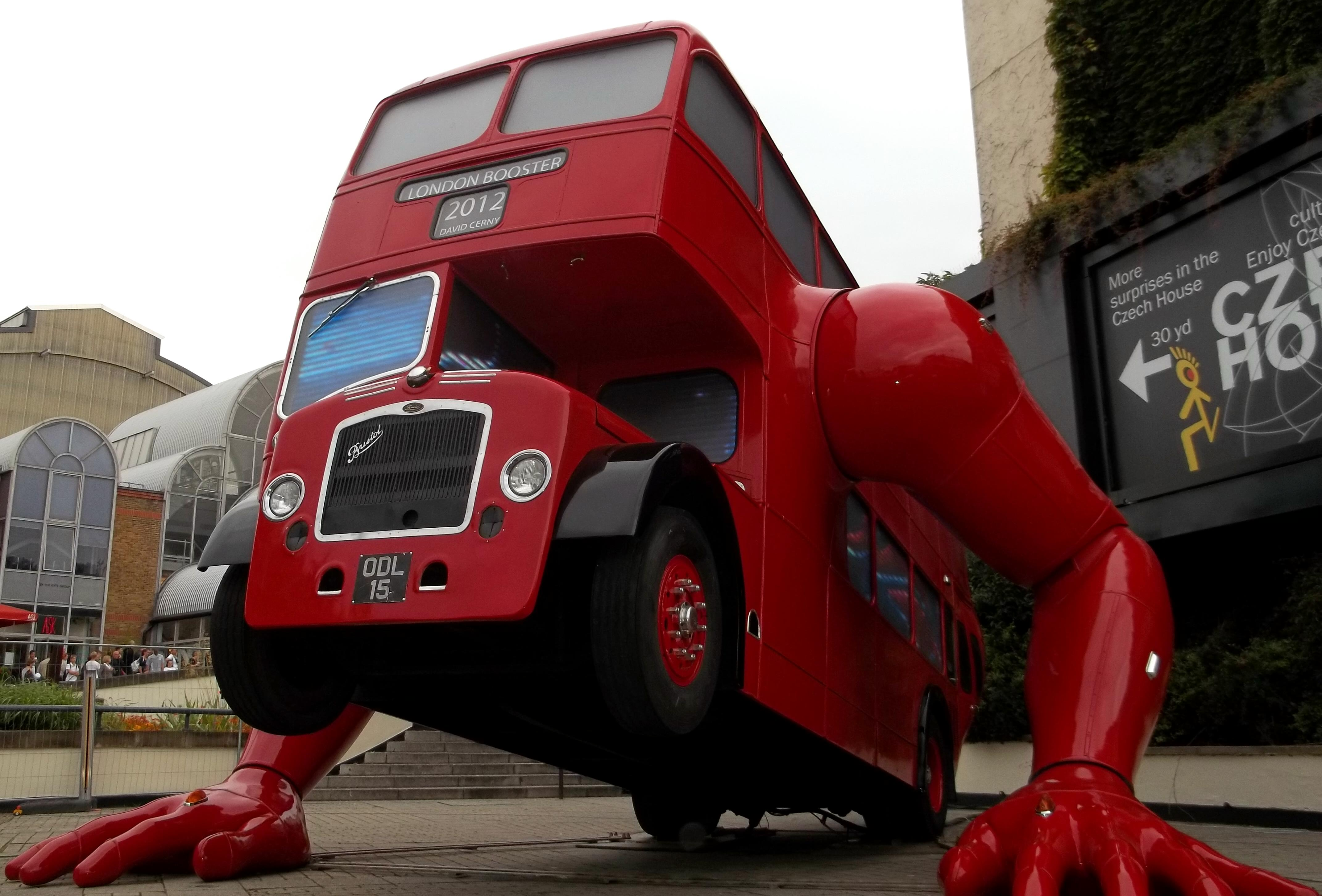
London Booster, en Londres.

Es una réplica del famoso autobús inglés que tiene forma de un atleta con dos brazos grandes con las cuales hace flexiones. El autobús fue diseñado especialmente para los Juegos Olímpicos de verano que se celebraron en el año 2012 en Londres. Durante los juegos la estatua estaba delante de la casa Checa en Londres. Ahora mismo lo podemos encontrar en la parte de Praga - Chodov.      
K
Una de las últimas obras de David Černý es cabeza del escritor Franz Kafka. La cabeza tiene cuarenta y dos plantas y cada de las plantas se puede mover individualmente.La estatua mide diez metros y está puesta en Národní třída en Praga dónde forma parte de la reconstrucción y modificación de la estación de metro y los alrededores de esta. 
Entropa
Es una de sus obras más conocidas en Europa que ha creado especialmente para la época de la presidencia checa de la Unión Europea en el año 2009. La obra estaba colgada sobre el edificio del Consejo de la Unión Europea en Bruselas. La estatua tiene dieciséis metros de altura y contiene todos los 
países que forman parte de la UE. Cada país está representado con un estereotipo específico por el que es conocido en otros países de Europa. Los reacciones a esta obra eran muy controvertidas y algunos países han protestado contra la representación de su estado. Al final, el mismo David Černý la dejó quitar como una forma de protesta contra el gobierno checo. Hoy en día la obra está expuesta en la ciudad Pilsen, en la República Checa.

## Galería

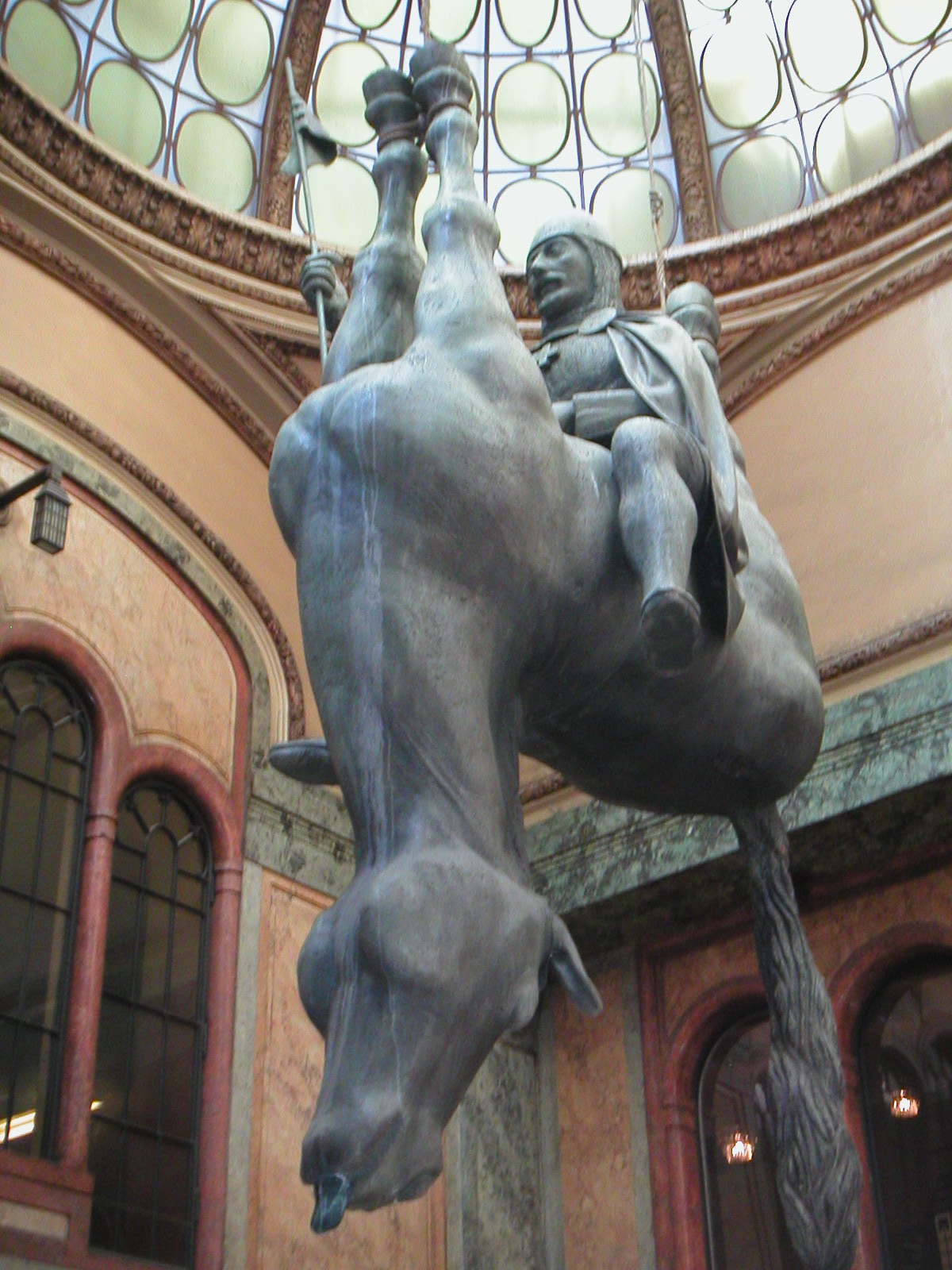
Estatua de san Wenceslao.
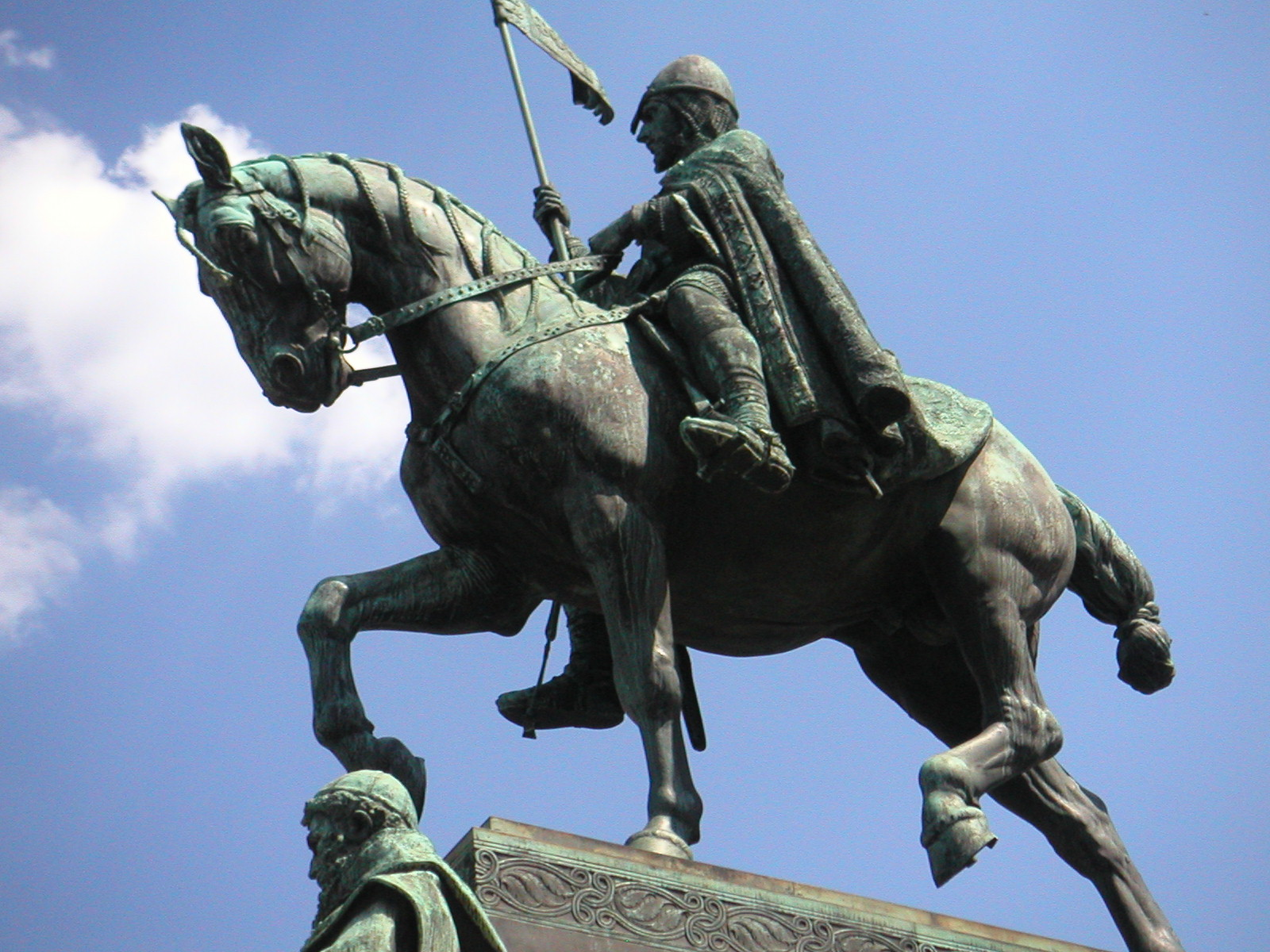
Estatua de Josef Václav Myslbek.
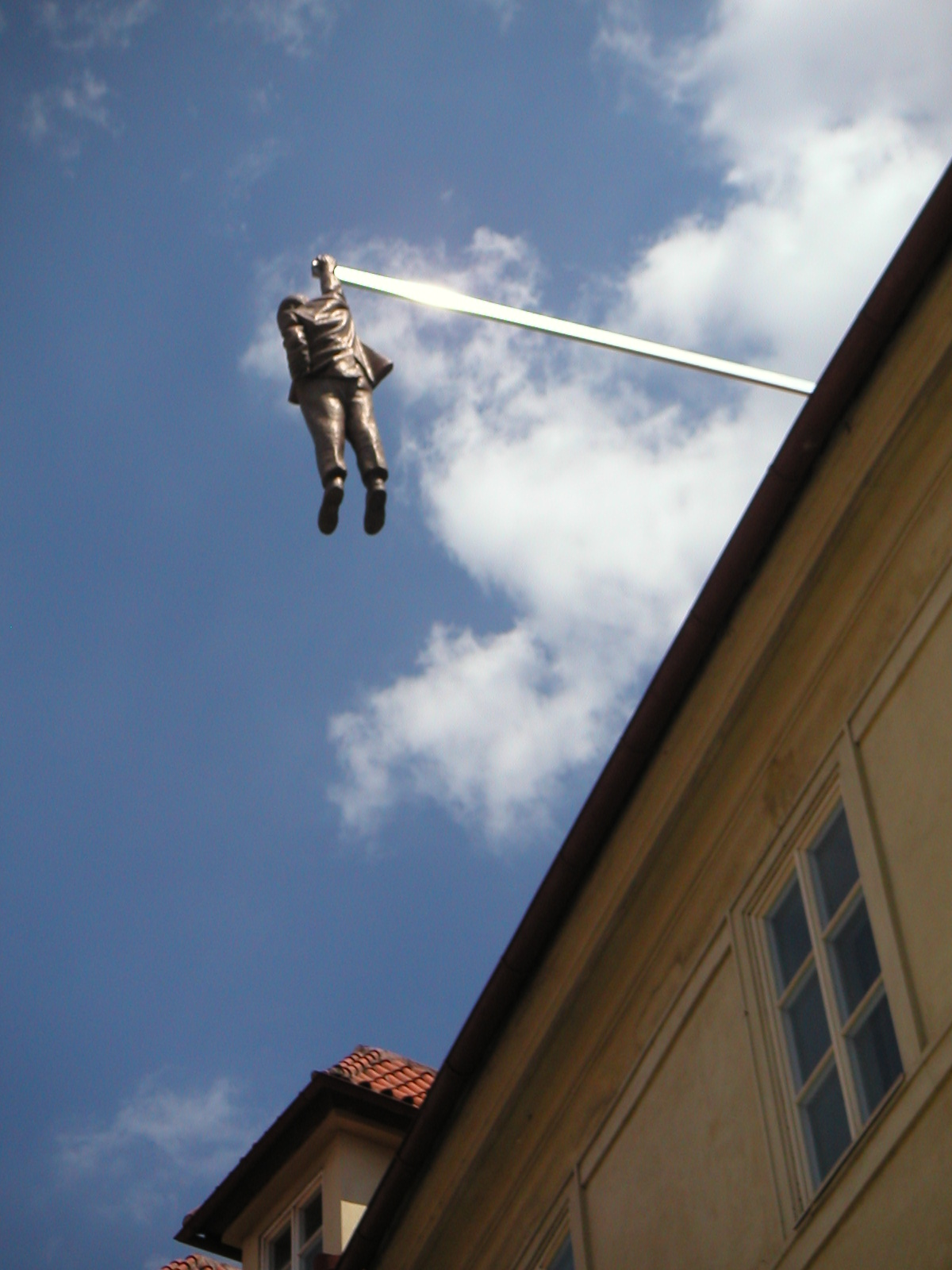
Estatua de Sigmund Freud colgado de un brazo.
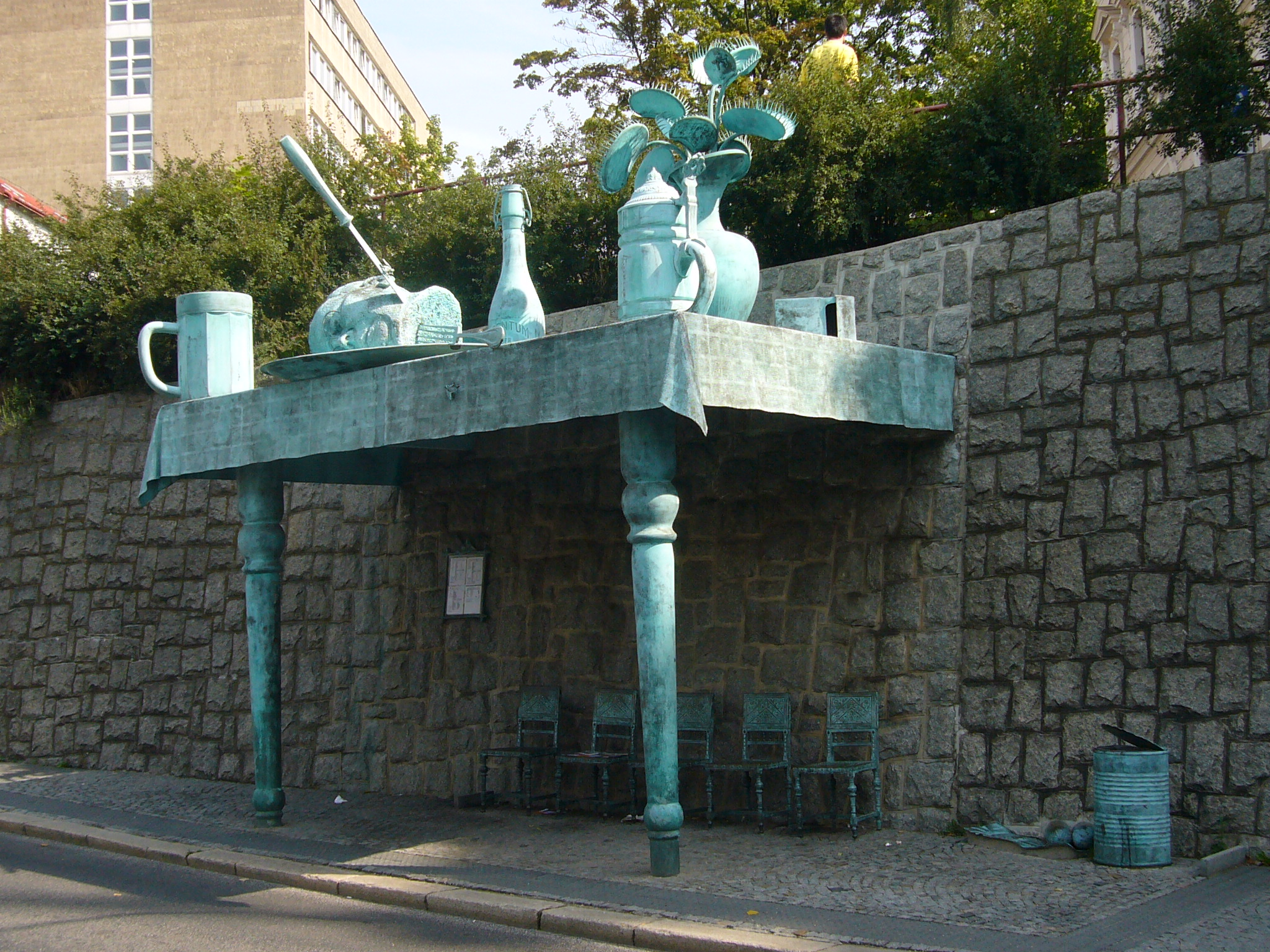
Feast of Giants. Parada de bus en Liberec.
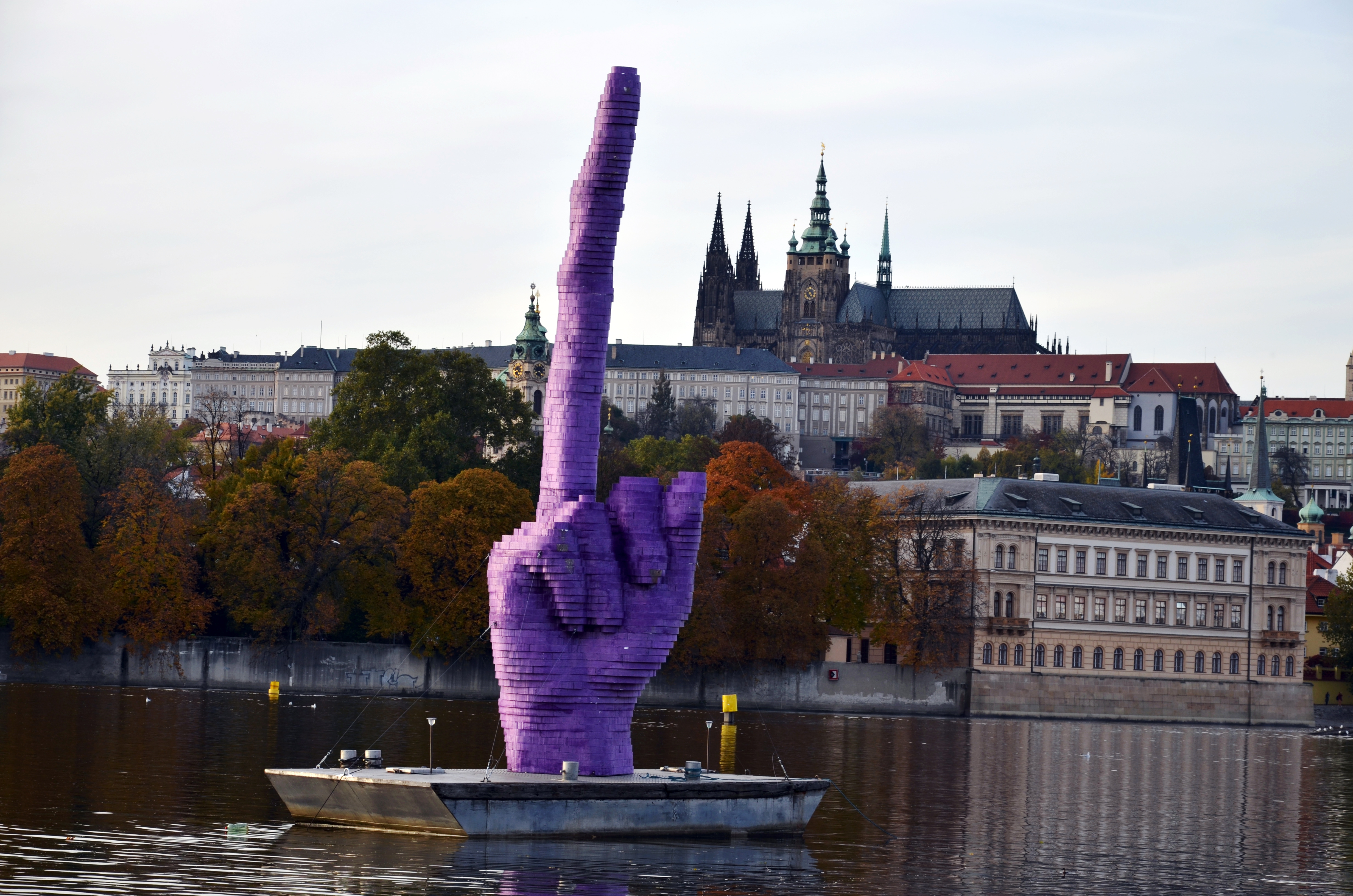
Gesture, 2013, Praga.